# Urs Stammbach
Urs Stammbach (* 26. Oktober 1939) ist ein schweizerischer Mathematiker, der sich mit Algebra und homologischer Algebra befasst.

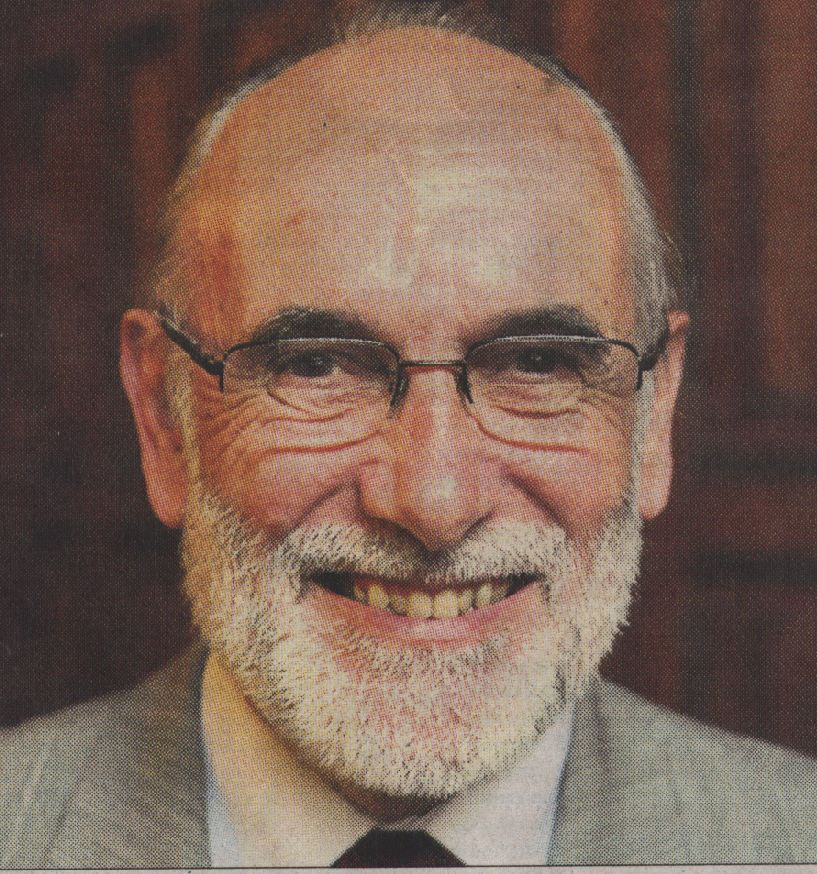
Urs Stammbach (2005)

Stammbach studierte an der ETH Zürich, wo er 1964 sein Diplom erwarb und 1966 bei Beno Eckmann (und Heinz Hopf) promoviert wurde (Anwendungen der Homologietheorie der Gruppen auf Zentral-Reihen und auf Invarianten von Präsentierungen, Mathematische Zeitschrift, Band 94, 1966, S. 155). Als Post-Doktorand war er ab 1967 an der Cornell University, wo er 1968 bis 1969 Visiting Assistant Professor war. Danach war er Professor an der ETH Zürich, ab 1979 als ordentlicher Professor.
Stammbach beschäftigt sich mit homologischer Algebra speziell mit Anwendungen auf die Gruppentheorie (Homologie und Kohomologie von Gruppen). Daneben beschäftigt er sich auch mit Mathematikgeschichte speziell in der Schweiz.
1990/91 war er Präsident der Schweizerischen Mathematischen Gesellschaft.

## Schriften
- Homology in group theory, Springer 1971
- Homologie dans les variétés des groupes. Groupes à dualité homologique, Universität Laval, Quebec, Collect. Math., Nr. 19, 1976
- Geschichte der Mathematik an der ETH Zürich 1855–1932, Jahrbuch Überblicke Mathematik, Vieweg 1994, S. 194–216
- mit Günther Frei: Die Mathematiker an den Zürcher Hochschulen, Birkhäuser 1994
- dieselben: Hermann Weyl und die Mathematik an der ETH Zürich 1913–1930, Birkhäuser 1992
- dieselben: Heinz Hopf, in I. James: History of Topology, Elsevier 1999
- mit Peter Hilton: A course in homological algebra, 1. Auflage 1971, 2. Auflage, Springer 1997, ISBN 3-540-90032-2
- Lineare Algebra, Teubner Verlag 1980, 4. Auflage 1994